# 팀 로빈슨
팀 로빈슨(Tim Robinson, 1981년 5월 23일~)은 미국의 희극인, 배우, 작가, 프로듀서이다.
그는 크라이슬러에서 일하시던 어머니 사이에서 태어났으며, 어렸을 때 불륜으로 부모님이 이혼하셨다. 그는 2012년부터 2014년까지 NBC 스케치 코미디 시리즈 Saturday Night Live 에서 작가 겸 연기자로 처음 알려지게 되었으며, 이후 코미디 시리즈 디트로이터 (2017–2018) 및 팀 로빈슨과 함께 떠나야 한다고 생각합니다 (2019–현재)의 공동 창작자, 공동 작가 및 스타로 더 널리 인정을 받았다. 그는 2006년부터 크라이슬러 전기기술자로 일하던 여자와 결혼하였으며(이 때문에 후술할 전기 픽업트럭 광고에 섭외된듯 하다.) 슬하에 아들과 딸 하나씩 두고 있다.
최근에는 2023 슈퍼볼의 램 트럭스에서 램 픽업의 전기자동차 사양의 사전예약 광고(대략 선구적인 기술에는 항상 불완전성이 따른다는 뉘앙스의 광고)에 출현하였다.